# Федотово (Тотемський район)
Федо́тово (рос. Федотово) — присілок у складі Тотемського району Вологодської області, Росія. Входить до складу П'ятовського сільського поселення.

## Населення
Населення — 11 осіб (2010; 22 у 2002).
Національний склад (станом на 2002 рік):
- росіяни — 100 %